# Rhacophorus malabaricus

Verbreitung

Rhacophorus malabaricus ist eine endemisch im Westen Indiens vorkommende Froschlurchart (Anura) aus der Gattung der Eigentlichen Ruderfrösche (Rhacophorus). Aufgrund ihres Vorkommens an der Malabarküste wird die Art im englischen Sprachgebrauch als Malabar Flying Frog oder Malabar Gliding Frog (Fliegender bzw. Gleitender Frosch aus Malabar) bezeichnet.

## Merkmale
Ausgewachsene Exemplare von Rhacophorus malabaricus erreichen eine Länge von bis zu 11 Zentimetern. Ein Sexualdimorphismus liegt nicht vor, jedoch werden die Weibchen etwas größer als die Männchen. Von der grasgrünen Grundfarbe der Körperoberseite heben sich einige kleine schwarze oder weiße Punkte ab. Die Flanken zeigen viele rötliche Flecke. Die großen Schwimmhäute zwischen den Fingern und Zehen sind auffällig rot bis rotorange. An den Finger- und Zehenenden befinden sich verbreiterte Haftscheiben. Die Augen sind schwarz, groß und hervortretend, die Iris ist hellbraun. Die Körperunterseite ist weißlich.
Jungfrösche sind gelblich gefärbt und auf der gesamten Körperoberfläche mit einer Vielzahl kleiner schwarzer Punkte versehen.

## Ähnliche Arten
- Rhacophorus pseudomalabaricus ist auf der Oberseite dunkelgrün gefärbt und zeigt bräunliche Flanken sowie ebenfalls bräunliche Schwimmhäute.
- Rhacophorus calcadensis ist auf der Oberseite bräunlich gefärbt und zeigt ebenfalls bräunliche Flanken und Schwimmhäute.

## Verbreitung und Lebensraum
Das Verbreitungsgebiet von Rhacophorus malabaricus erstreckt sich entlang eines relativ schmalen Streifens zwischen den Westghats und der Küste des Arabischen Meers auf dem indischen Kontinent. Das Vorkommen reicht etwa von Mumbai im Norden bis nach Thiruvananthapuram im Süden. Dort lebt die Art in feuchten, immergrünen Wald-, Busch-  und Strauchlandschaften sowie in Kaffee- und Teeplantagen. Die Höhenverbreitung reicht im gebirgigen Gelände bis auf ca. 1200 Meter.

## Lebensweise
Rhacophorus malabaricus hält sich überwiegend in den unteren Baumkronen sowie den Unterholz- und Strauchebenen des Waldes auf. Der Frosch ist ein geschickter Kletterer, da er verbreiterte Haftscheiben an den Finger- und Zehenenden besitzt. Die großen Schwimmhäute an Fingern und Füßen werden, wenn sie aufgespannt sind, zum Gleiten bei Sprüngen von Baum zu Baum, jedoch kaum zum Schwimmen verwendet. Dadurch können die Frösche energiesparend und unter Vermeidung der für sie gefährlichen Bodenregion schnell ihre Position erheblich ändern oder Fressfeinden entkommen.

## Fortpflanzung
Die Männchen stoßen kurz nach dem Einsetzen des Südwest-Monsuns im Juni und Juli  Werberufe aus. Die Weibchen halten sich dann stets auf Blättern, die über einer Wasserfläche liegen auf. Während der Begattung, die ca. zwei bis drei Stunden dauert, schlagen sie mit den Beinen einem weißlichen Schaum in den sie den Laich ablegen und in den die Männchen die Samenflüssigkeit hinzufügen. Anschließend bildet das Weibchen aus Blättern ein elastisches Schaumnest. Die darin befindlichen Eier sind kugelförmig, cremefarben und besitzen einen Durchmesser von etwa 2,62 Millimetern. Ein Schaumnest enthält zwischen 160 und 192 Eier. Starke Regenschauer dienen dazu, dass sich die Embryonen im Nest vorteilhaft entwickeln. Die Kaulquappen schlüpfen innerhalb des Schaumnests bereits nach ca. vier bis fünf Tagen und lassen sich in das darunterliegende Gewässer fallen oder werden von Starkregen aus dem Nest gespült und beginnen ein zeitlich begrenztes aquatisches Leben. Nach der Metamorphose verlassen die Jungfrösche endgültig das Wasser.

## Galerie der Entwicklungsstadien

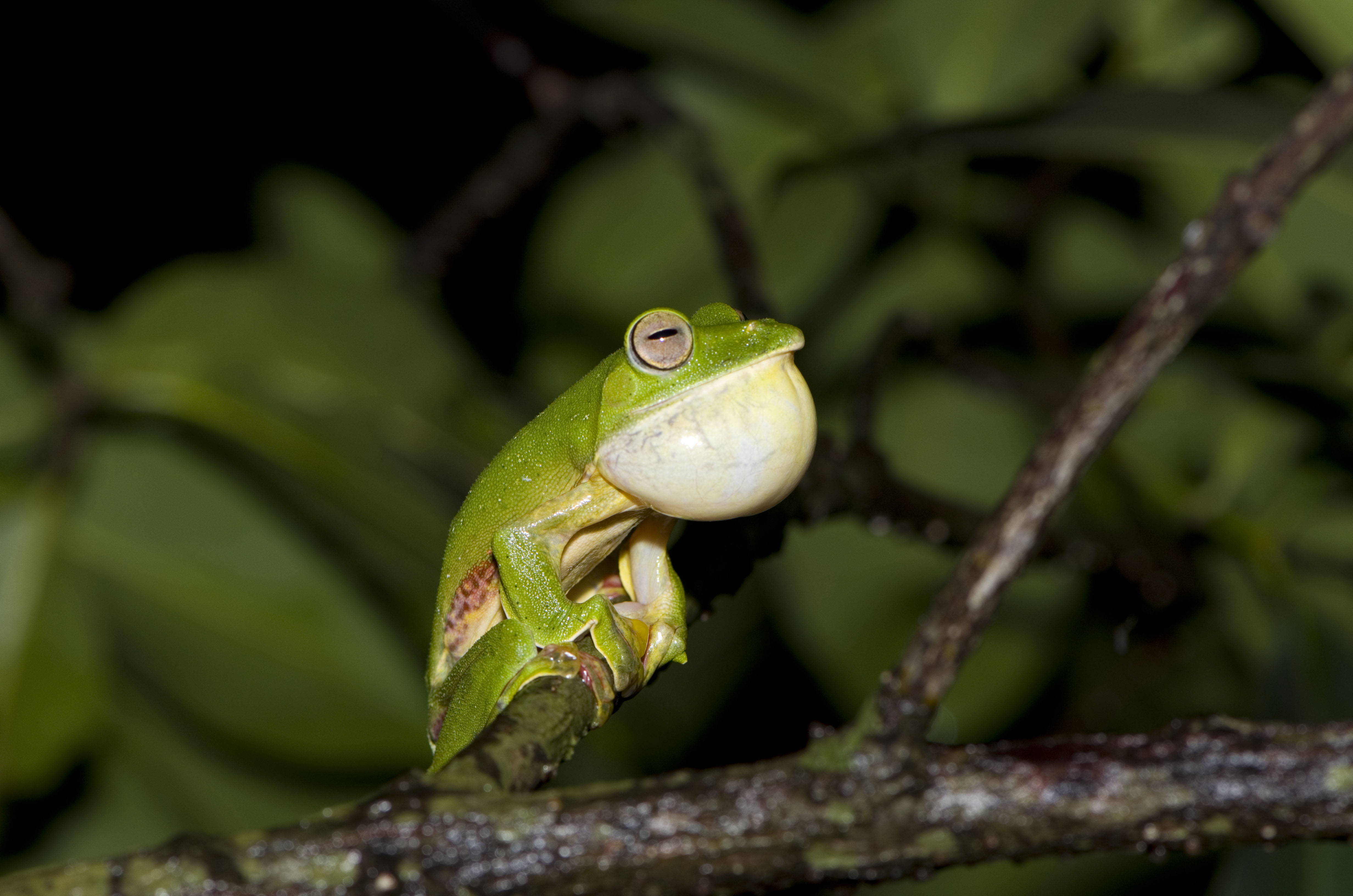
Werberufendes Männchen
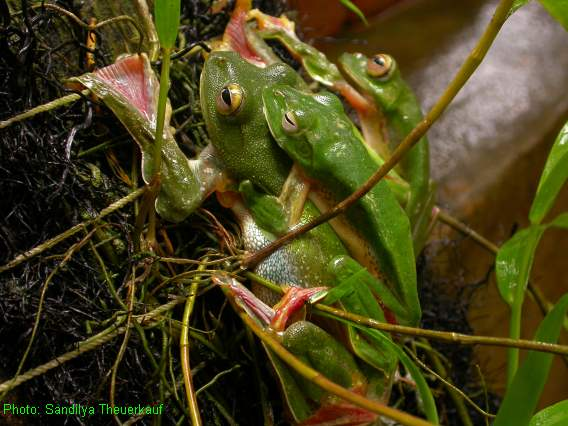
Amplexus
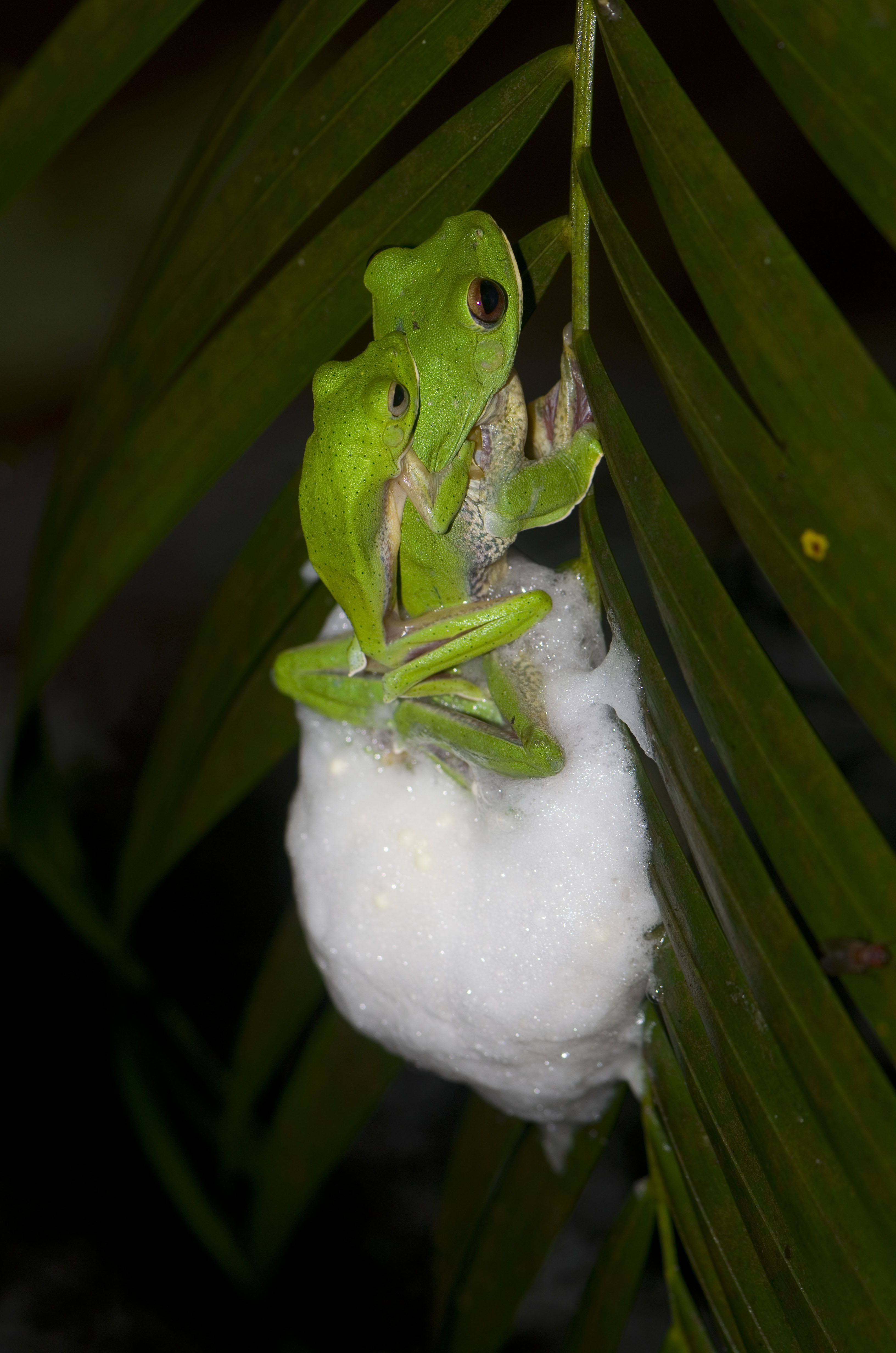
Paarung mit Schaumnest
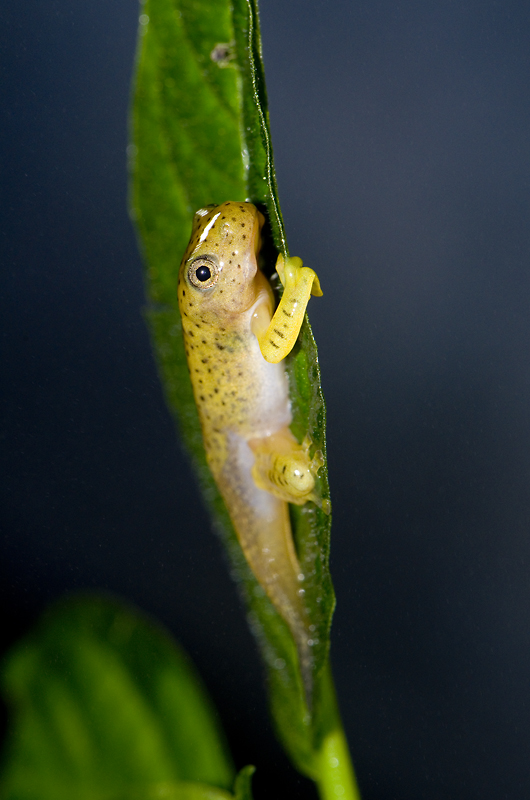
Jungfrosch, unmittelbar nach der Metamorphose
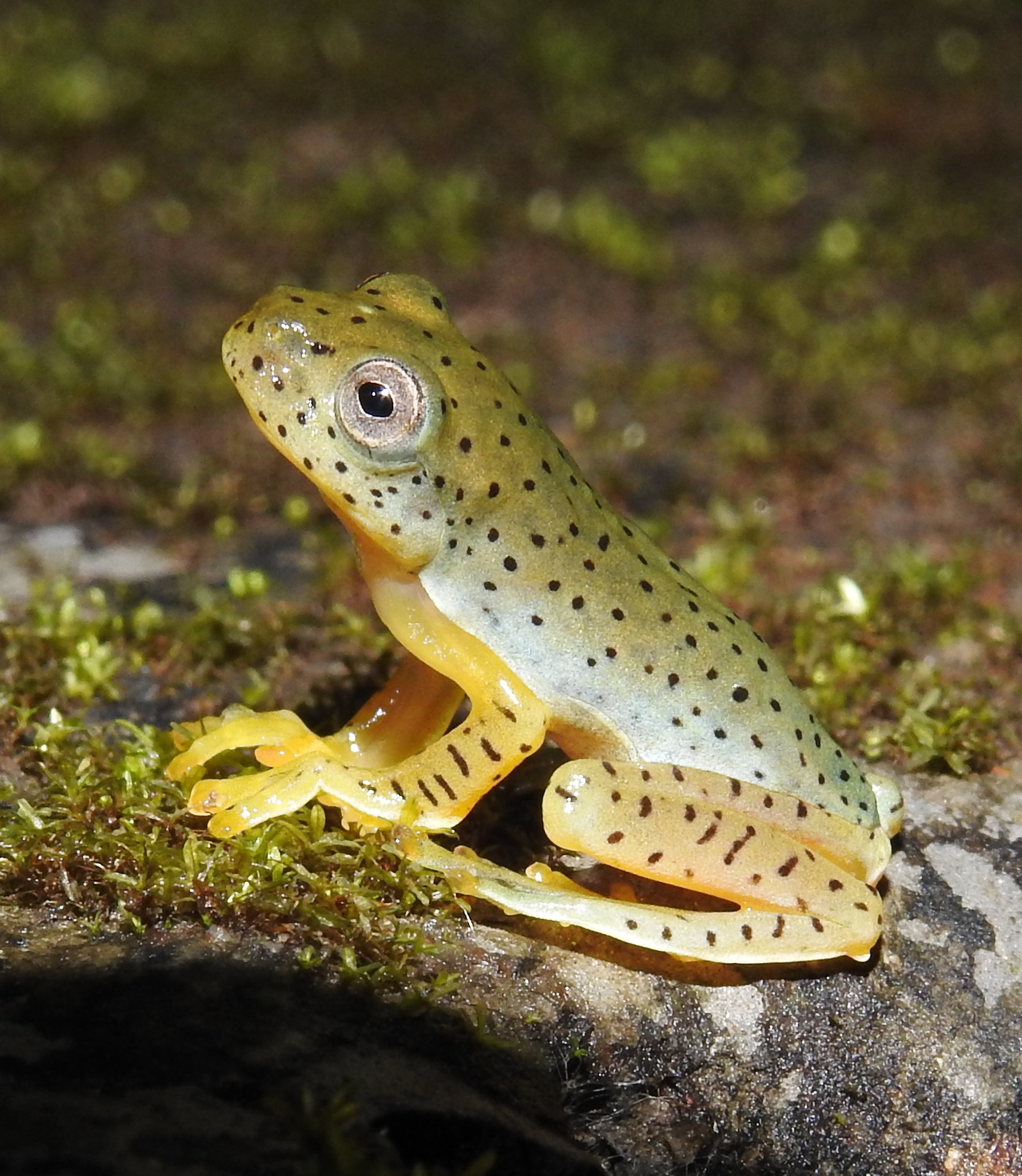
Jungfrosch
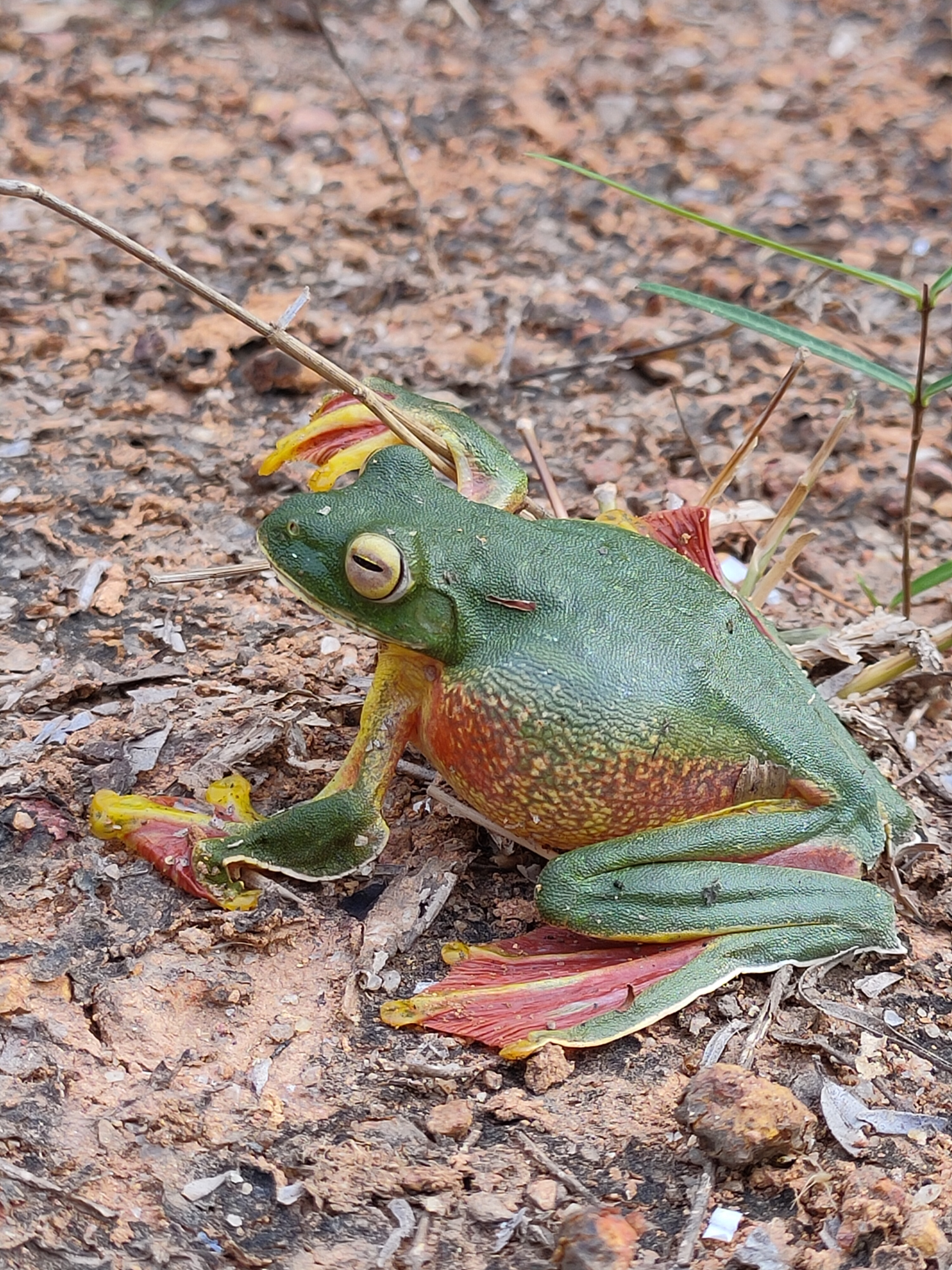
Ausgewachsener Frosch

## Feinde

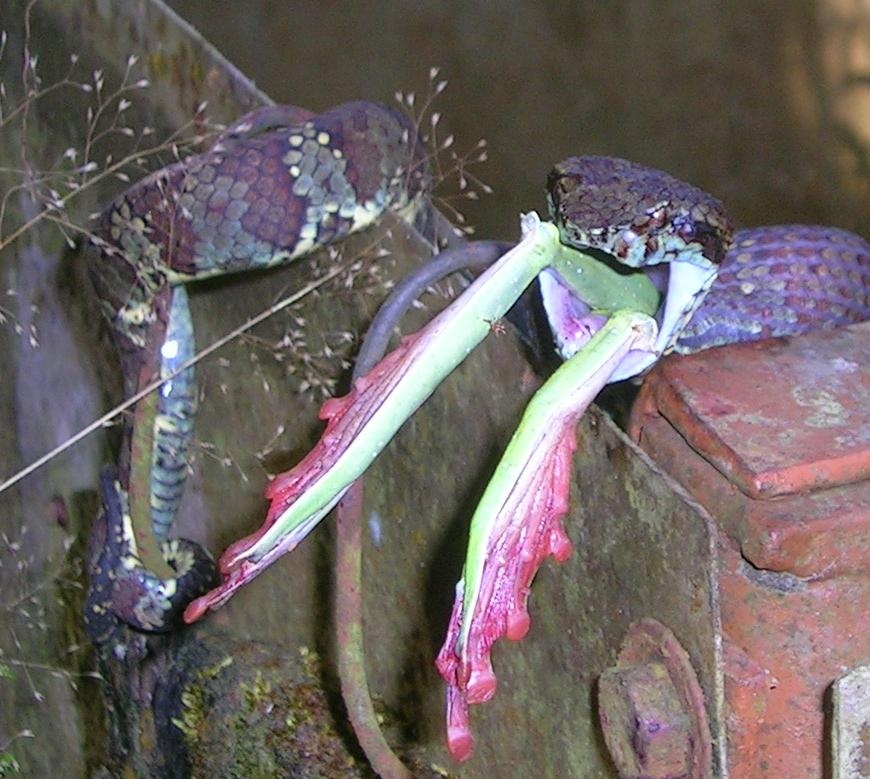
Trimeresurus malabaricus verschlingt Rhacophorus malabaricus

Da Rhacophorus malabaricus in erster Linie in höherer Vegetation lebt, hat die Art kaum Bodenfeinde. Sie wird zuweilen jedoch von kletternden Schlangen, beispielsweise von der zu den Bambusottern zählenden Trimeresurus malabaricus erbeutet.

## Gefährdung
Die Art ist in feuchten Wäldern und Plantagen zuweilen zahlreich zu finden und wird demzufolge von der Weltnaturschutzorganisation IUCN als „Least Concern = nicht gefährdet“ geführt.